# Werk Arena (1967)
Pour les articles homonymes, voir Werk Arena.
La Werk Arena est une patinoire située à Třinec, en République tchèque. 

## Description
Elle ouvre en 1967. 
La patinoire accueille notamment l'équipe de hockey sur glace du HC Oceláři Třinec de l'Extraliga. La patinoire a une capacité de 5 200 spectateurs.